# Уилсон, Джон (документалист)
Джон Майкл Уилсон (англ. John Michael Wilson; род. 7 октября 1986, Астория, Куинс, Нью-Йорк) — американский режиссёр-документалист. Создатель и режиссёр комедийно-документального сериала «Полезные советы от Джона Уилсона» на канале HBO.

## Молодость
Уилсон родился в Астории, Куинс, и вырос на Лонг-Айленде. Он заинтересовался кино, будучи подростком, когда отец подарил ему кинокамеру. По словам Уилсона, на него оказали влияние Лес Бланк, Джордж Кучар и Брюс Браун.
Вскоре после окончания средней школы Уилсон снял художественный фильм «Звенящая ягодка» (англ. Jingle Berry). Во 2-м сезоне, 4-м эпизоде сериала «Полезные советы от Джона Уилсона» Уилсон добавил информацию о «Звенящей ягодке» на страницу о себе в английской Википедии.
Во время учёбы в Бингемтонском университете Уилсон снял короткометражный документальный фильм Looner о сообществе фетишистов воздушных шаров. В Бингемтоне Уилсон присоединился к певческой группе а капелла Binghamton Crosbys.

## Карьера
В 2008 году, окончив колледж, Уилсон работал частным детективом. Он сказал, что этот опыт повлиял на его внимание к людям и местам повседневной жизни.
В 2015 году Уилсону предложили поехать в турне с Дэвидом Бирном, чтобы снять оригинальный фильм о его выступлении. Фильм под названием «Временный цвет» (англ. Temporary Color) был назван «концертная тру-крайм документалка о Дэвиде Бирне и паре жестоких преступников». В следующем году Vimeo попросил Уилсона снять документальный фильм о кинофестивале «Сандэнс». Эти работы привлекли внимание комика и писателя Нейтана Филдера, после чего с 2018 года он и Уилсон начали сотрудничать.
В октябре 2020 года на канале HBO состоялась премьера документального комедийного сериала Уилсона «Полезные советы от Джона Уилсона». Исполнительными продюсерами шоу являются Нейтан Филдер, Майкл Коман и Кларк Рейнкинг. 9 декабря 2020 года канал HBO заказал второй сезон, премьера которого состоялась 26 ноября 2021 года. Премьера третьего и последнего сезона сериала состоялась 28 июля 2023 года.